# الممارسات البيئية والاجتماعية وحوكمة الشركات
تصف الممارسات البيئية والاجتماعية وحوكمة الشركات، والتي تعرف اختصارًا بالإنجليزية بـ ESG، المجالات الثلاثة الرئيسية ذات الاهتمام التي تم تطويرها لتكون العوامل الرئيسية لقياس الاستدامة والتأثير الأخلاقي للاستثمار في الشركة أو الأعمال التجارية. وفي إطار تلك المجالات الثلاثة، هناك مجموعة كبيرة من الاهتمامات التي يتم تضمينها بشكل متزايد ضمن إطار العوامل غير المالية التي تظهر في تقييم حق المساهم والعقارات والمؤسسات التجارية وكل استثمارات الدخل الثابت. ويعد مصطلح الحوكمة البيئية والاجتماعية وحوكمة الشركات هو المصطلح الشامل للمعايير المستخدمة فيما أصبح يعرف باسم الاستثمارات المسئولة من الناحية الاجتماعية.

## معلومات تاريخية
على مدار التاريخ، كان ملاك الأصول المالية يقومون باتخاذ القرارات حيال مكان توجيه هذه الأصول. وكانت تلك القرارات تعتمد على العديد من العوامل، وقد كانت العائدات المالية أهم هذه العوامل. ومع ذلك، كان هناك دائمًا عدد كبير من المعايير الأخرى المتعلقة بتقرير مكان توجيه الأموال، وهي تتراوح بين الاعتبارات السياسية وحتى الثواب المقدس. كما كان هناك كذلك أولئك الذين تعتمد قراراتهم على المعايير الأخلاقية، وهم من يطلق عليهم اسم التجار الأحرار، ومن بينهم جمعية الأصدقاء الدينية ومتبنو أفكار التحرير من العبودية الأوائل. وقد تواجد تقليد بعيد الأمد، ولكنه لم يتم تبنيه بشكل واسع النطاق، لممارسات العمل المسئولة من الناحية الاجتماعية في بريطانيا، وهو يعود إلى فترة الثورة الصناعية في القرنين الثامن عشر والتاسع عشر، وقد ساهمت شخصيات مثل روبرت أوين من خلال مطاحن لانارك الجديدة، مصانع جون كادبوري التي يديرها المنتمون إلى جمعية الأصدقاء الدينية في برمنجهام وقرية بورت صنلايت التي أنشأها ويليام ليفر في الترويج لرفاهية العمال وحقوقهم، ناهيك عن توفير الأدلة الكثيرة التي تشير إلى أن ممارسات الأعمال المسئولة من الناحية الاجتماعية لن تسبب ضررًا من الناحية المالية. كما أن تيتوس سولت في منتصف القرن التاسع عشر قد أدرك كذلك الأضرار التي يسببها الدخان والتلوث الناجم عن مطاحنه وحاول تنظيف مدينة برادفورد في إنجلترا من خلال الاعتماد على السيطرة التجارية لعائلته على التصنيع في تلك المنطقة.
إلا أن صناديق التقاعد الضخمة التي تديرها النقابات التجارية أدركت في الخمسينيات والستينيات من القرن العشرين الفرصة للتأثير على البيئة الاجتماعية الأوسع مطاقًا باستخدام أصول رأس المال الخاصة بها - في الولايات المتحدة، استثمر اتحاد الأخوية الدولية لعمال الكهرباء (International Brotherhood of Electrical Workers) رأس ماله الضئيل في تطوير مشروعات إسكان اقتصادي، في حين أن اتحاد عمال المناجم استثمر رأس ماله في مجال المنشآت الصحية.
في السبعينيات من القرن العشرين، أدى الاشمئزاز الدولي من نظام التمييز العنصري في جنوب أفريقيا إلى ظهور واحد من أشهر أمثلة سحب الاستثمارات لأسباب أخلاقية. وفي استجابة للدعاوى المتنامية لفرض عقوبات على النظام، قام القس ليون سوليفان، والذي كان عضوًا في مجلس إدارة شركة جنرال موتورز في الولايات المتحدة، بكتابة مدونة سلوكيات في عام 1971 من أجل ممارسة الأعمال مع جنوب إفريقيا. وقد حازت ما أصبح يعرف باسم مبادئ سوليفان الكثير من الاهتمام، وقامت الحكومة بإجراء العديد من التقارير لفحص كيفية ممارسة العديد من الشركات الأمريكية للاستثمار في شركات جنوب إفريقية بما يتعارض مع مدونة سوليفان. وقد أدت نتائج التقارير إلى سحب كبير للاستثمارات من الولايات المتحدة من العديد من شركات جنوب إفريقيا. وقد أضفى الضغط الناجم على النظام الجنوب إفريقي عبر مجتمعه التجاري المزيد من الثقل للتحفيز المتنامي للنظام للتخلي عن التمييز العنصري.
في الستينيات والسبعينيات من القرن العشرين، قال ميلتون فريدمان، والذي كان مسئولاً مسئولية مباشرة عن الوضع السائد للإحسان، إن المسئولية الاجتماعية تؤثر سلبًا على الأداء المالي للشركة، وأن اللوائح والتدخل من الحكومات الكبيرة يؤديان في الغالب إلى الإضرار بالاقتصاد الصغير.
وقد اتفق زعمه بأن تقييم الشركة أو الأصل يجب أن يستند بشكل حصري تقريبًا على النتيجة النهائية الخالصة (حيث يتم اعتبار أن التكاليف التي تنجم عن المسئولية الاجتماعية لا تكون ضرورية) مع الاعتقاد السائد في أغلب القرن العشرين. ومع ذلك، ومع اقتراب القرن من نهايته، بدأت نظرية معارضة لتلك الآراء في كسب أرضية لها. ففي عام 1988، كتب جيمس إس كولمان مقالاً في المجلة الأمريكية لعلم الاجتماع (American Journal of Sociology) تحت عنوان رأس المال الاجتماعي لخلق رأس المال البشري (Social Capital in the Creation of Human Capital)، وقد واجه المقال سيطرة مفهوم «المصالح الذاتية» في الاقتصاد وقدم مفهوم رأس المال الاجتماعي من أجل قياس القيمة.
وفي الرابع والعشرين من مارس عام 1989، اصطدمت ناقلة النفط إكسون فالديز بالصخور في ممر الأمير ويليام المائي في ألاسكا، وغطى النفط المنسكب من تلك الناقلة 1,300 ميل (2,100 كـم) من خط الساحل البكر بما يصل إلى من النفط الخام.
وقد أدت التكلفة البيئية لتلك الكارثة بالإضافة إلى التكاليف المالية المتكبدة بسبب التنظيف (والتهديد بفرض غرامات مالية على شركة إكسون) إلى جعل العالم الصناعي يعيد التفكير في تعريفهم لمعنى مصطلح المخاطرة. وفي استجابة مباشرة لكارثة إكسون فالديز، تجمع مجموعة من المستثمرين الهامين من شمال أمريكا من أجل تكوين مجموعة الضغط سيريس (Ceres) في نوفمبر من عام 1989. وقد قامت تلك المجموعة بتطبيق شكل جديد من أشكال الضغط، ومع ذلك، ومن خلال التحالف مع المجموعات البيئية، فقد استخدمت قوة الرفع المالي الخاصة بالمستثمرين المجمعين المشتركين بها لتشجيع الشركات وأسواق رأس المال على تضمين التحديات البيئية والاجتماعية في عمليات اتخاذ القرارات اليومية لها. ويمثل تحالف سيريس اليوم واحدًا من أقوى مجموعات الاستثمار العالمية، حيث يضم أكثر من 60 مؤسسة استثمارية من الولايات المتحدة وأوروبا يسيطرون على أصول تتجاوز قيمتها 4 تريليونات دولار أمريكي.
رغم أن مفهوم الاستثمار الانتقائي لم يكن جديدًا، حيث كان جانب الطلب في سوق الاستثمار يضم تاريخًا طويلاً لأولئك الذين كانوا يرغبون في السيطرة على تأثيرات الاستثمار الخاصة بهم، إلا أنه ما بدأ يظهر في مطلع القرن الحادي والعشرين كان عبارة عن استجابة من جانب الإمداد في المعادلة. وقد بدء سوق الاستثمار في التنبه إلى الحاجة المتزايدة للمنتجات الموجهة نحو ما أصبح يعرف بالمستثمر المسئول. ففي عام 1998، قام جون إلكينجتون، المؤسس المساعد لشركة «ساستين-أبيليتي» لاستشارات الشركات، بنشر كتاب آكلو لحوم البشر بالشوكة: الخلاصة الثلاثية لشركات القرن الحادي والعشرين (Cannibals with Forks: the Triple Bottom Line of 21st Century Business) الذي حدد فيه السلسلة التي ظهرت حديثًا للاعتبارات غير المالية التي يجب أن يتم تضمينها في العوامل التي تحدد قيمة الشركة أو حق المساهم. وقد قام بصياغة العبارة الخلاصة الثلاثية، التي تشير إلى العوامل المالية والبيئية والاجتماعية المضمنة في الحسابات الجديدة. وفي نفس الوقت، بدأ الفصل الشديد بين القطاع البيئي والقطاع المالي في الانهيار. وفي مدينة لندن في عام 2002، قام شاريس ياتس سميث، وهو عضو في اللجنة الدولية التي تم اختيارها من أجل الإشراف على الإنشاءات والاعتمادات والتوزيعات الفنية لمعيار الإنتاج العضوي كما أنه مؤسس لواحدة من شركات استشارات العلامات التجارية الرائدة في مدينة لندن، بتأسيس واحدة من أولى المجموعات البحثية حول التمويل البيئي. والمجموعة غير الرسمية لكبار الشخصيات المالية ومحاميي المدينة والمنظمات غير الحكومية التي تقوم بالإشراف البيئي أصبحت تحمل اسم الدائرة الفاضلة، وكانت رسالتها المختصرة تتمثل في فحص طبيعة العلاقة بين المعايير البيئية والاجتماعية والأداء المالي. وبدأ العديد من أكبر البنوك والمراكز الاستثمارية في العالم في الاستجابة للاهتمام المتزايد بالسوق الاستثماري للحوكمة البيئية والاجتماعية وحوكمة الشركات من خلال توفير خدمات تتعلق بجانب البيع، ومن أولها يظهر البنك البرازيلي يونيبانكو (Unibanco) وصندوق جوبيتر الخاص بمايك تيريل في لندن والذي استخدام الأبحاث القائمة على الحوكمة البيئية والاجتماعية وحوكمة الشركات من أجل توفير خدمات الاستثمار الانتقائية لبنك إتش إس بي سي وسيتي كورب في عام 2001.
وفي أولى سنوات الألفية الجديدة، استمر الجزء الأكبر من سوق الاستثمار في قبول الافتراض التاريخي بأن الاستثمارات التي تقوم على الأخلاقيات تؤدي بطبيعتها إلى تقليل العائد المالي. ولم يكن من السائد أن الإحسان يمثل تجارة مربحة للغاية، وقام فريدمان بتوفير أساس أكاديمي مقبول على نطاق واسع للحجة التي تقول إن تكاليف التصرف بطريقة مسئولة من الناحية الأخلاقية يمكن أن يفوق الفوائد التي يمكن جنيها. ومع ذلك، بدأت تحديات ومعارضات تظهر أمام تلك الافتراضات بشكل جوهري. ففي عام 1998، قام صحفيان هما روبرت ليفيرينج وميلتون موسكوفيتز بإصدار قائمة أفضل مائة شركة يمكن العمل لها حسب مجلة فورتشن، والتي كانت في البداية عبارة عن قائمة في مجلة فورتشن (Fortune)، ثم أصبحت كتابًا يسرد قائمة لأفضل الشركات أداءً في الولايات المتحدة فيما يتعلق بالمسئولية الاجتماعية للشركات ومدى نجاح الأداء المالي لها نتيجة لذلك. ومن بين المجالات الثلاثة التي تمثلها الحوكمة البيئية والاجتماعية وحوكمة الشركات، حاز الجانب البيئي والجانب الاجتماعي على أكبر قدر من اهتمام الإعلام والعامة، ولا تعد المخاوف المتنامية من التغير المناخي هي أقل أسباب هذا الاهتمام. وقد قام موسكوفيتز بتسليط الضوء على جانب حوكمة الشركات للاستثمار المسئول. وقد تعلق تحليله بكيفية إدارة الشركات، وماهية العلاقات بين المساهمين، وكيفية التعامل مع الموظفين. وقد قال إن إجراءات تحسين حوكمة الشركات لم تؤدِ إلى الإضرار بالأداء المالي، بل على العكس ضاعفت الإنتاجية وضمنت الفاعلية للشركة وأدت إلى توفير مهارات الإدارة المتميزة والاستفادة منها. وفي بدايات العقد الأول، بدأ نجاح قائمة موسكوفيتز وتأثيراتها على سهولة التوظيف في الشركات وسمعة العلامات التجارية في مواجهة الافتراضات التاريخية المتعلقة بالتأثيرات المالية لعوامل الحوكمة البيئية والاجتماعية وحوكمة الشركات.
ومع ذلك، في عام 2005، حدثت نقلة نوعية في إطار دمج اعتبارات الحوكمة البيئية والاجتماعية وحوكمة الشركات في سوق الاستثمارات الرئيسية السائدة. فقد قامت المبادرة المالية لبرنامج الأمم المتحدة للبيئة بتفويض شركة المحاماة فريشفيلدز بروكهاوس ديرينجر (Freshfields Bruckhaus Deringer) بعمل تقرير حول التفسيرات القانونية المتعلقة بأمور المستثمرين ومسائل الحوكمة البيئية والاجتماعية وحوكمة الشركات. وقد كانت النتائج التي توصل إليها التقرير مذهلة. فقد استنتجت شركة فريشفيلدز أنه ليس فقط من المسموح به أن تقوم الشركات الاستثمارية بتضمين العوامل المتعلقة بالحوكمة البيئية والاجتماعية وحوكمة الشركات في التحليل الاستثماري، بل إن جزءًا من مسئولية الشركات المالية تفرض عليهم القيام بذلك.
ففي حين أن فريدمان قدم الدعم الأكاديمي للرأي القائل بأن دمج عوامل من نوعية الحوكمة البيئية والاجتماعية وحوكمة الشركات في الممارسات المالية يمكن أن يقلل من الأداء المالي، إلا أن العديد من التقارير بدأت تظهر في بدايات سنوات القرن وفرت الأبحاث التي تدعم الآراء المعاكسة لهذا الرأي.
وفي عام 2006، قام مايكل بارنيت من جامعة أوكسفورد وروبرت سالمون من جامعة نيويورك بنشر دراسة عالية التأثير استنتجت أن كلا طرفي الجدال يمكن أن يكملا بعضهما البعض - فقد اقترحا وجود علاقة متشابكة بين المسئولية الاجتماعية والأداء المالي، حيث يمكن أن تزيد ممارسات الاستثمار الانتقائية وغير الانتقائية من الأداء المالي للمحفظة الاستثمارية، أما الطريقة الوحيدة التي يحتمل أن تضر بالأداء فهي وجود درجة من درجات الاستثمار الانتقائي الفاترة التي تقف في منتصف الطريق. وقد بدأت الحوكمة البيئية والاجتماعية وحوكمة الشركات في التوقف عن أن تصبح المجال الحصري الذي يتبعه المصلحون المثاليون المناصرون. وبالإضافة إلى الشركات الاستثمارية والبنوك الضخمة التي اهتمت بالشئون المتعلقة بالحوكمة البيئية والاجتماعية وحوكمة الشركات، بدأت مجموعة كبيرة من الشركات الاستثمارية التي تتعامل خصيصًا مع المحافظ الاستثمارية القائمة على الاستثمار المسئول والحوكمة البيئية والاجتماعية وحوكمة الشركات في مختلف أرجاء العالم المالي.
وترى صناعة الاستثمار بشكل واسع النطاق أن تطوير عوامل الحوكمة البيئية والاجتماعية وحوكمة الشركات ووضعها كاعتبارات في التحليل المالي أصبح أمرًا حتميًا الآن.
وقد أصبحت الأدلة التي تدعم وجود علاقة قوية بين الأداء في إطار عوامل الحوكمة البيئية والاجتماعية وحوكمة الشركات والأداء المالي أقوى بكثير، وأصبح الجمع بين المسئولية المالية والاعتراف واسع النطاق بضرورة استدامة الاستثمارات على المدى البعيد يعني أن أهمية العوامل المتعلقة بالحوكمة البيئية والاجتماعية وحوكمة الشركات آخذة الآن في التزايد في عقلية سوق الاستثمار. لقد أصبحت الحوكمة البيئية والاجتماعية وحوكمة الشركات مسألة إحسان أكثر من كونها مسألة تطبيق عملي.
وأثير قدر كبير من عدم اليقين والنقاش حول الاسم الذي يمكن إطلاقه على تضمين العوامل غير الملموسة المتعلقة بالاستدامة والتأثير الأخلاقي للاستثمارات. وقد تراوحت الأسماء بين استخدام الكلمات الطنانة الأولية مثل أخضر وبيئي، وحتى مجموعة كبيرة من الأوصاف المحتملة لأنواع التحليل البيئي - مثل الاستثمار المسئول والاستثمار المسئول اجتماعيًا والاستثمار الأخلاقي والمالي الإضافي في الأفق البعيد (LHI) والأعمال التجارية المحسنة وصحة الشركات والاستثمار غير التقليدي، وتمتد القائمة لتشمل العديد من الأسماء الأخرى. إلا أن هيمنة مصطلح «الحوكمة البيئية والاجتماعية وحوكمة الشركات» أصبح أمرًا مقبولاً إلى حد كبير على نطاق واسع الآن. وقد استنتج استطلاع رأي جرى على 350 محترفًا من محترفي الاستثمار وتم تنفيذه على يد شركتي إيه إكس إيه إنفستمنت مانجرز (AXA Investment Managers) وإيه كيو ريسيرش (AQ Research) في عام 2008، وقاده الدكتور راج ثاموثيرام، مدير الاستثمار المسئول في إيه إكس إيه، أنه رغم أن المصطلح «الحوكمة البيئية والاجتماعية وحوكمة الشركات» والمصطلح «مستدام» كانا أشهر المصطلحات استخدامًا للبيانات الجديدة التي يتم تضمينها في تحليل الاستثمار الرئيسي والسائد، إلا أن أغلبية المحترفين كانوا يفضلون استخدام المصطلح «الحوكمة البيئية والاجتماعية وحوكمة الشركات» لوصف تلك البيانات.

## العوامل البيئية
مع تزايد الضجة المحيطة بتهديدات التغير المناخي واستنزاف الموارد، أصبح المستثمرون على دراية بشكل أكبر بالحاجة إلى تضمين عوامل الاستدامة في الخيارات الاستثمارية الخاصة بهم. وغالبًا ما تشتمل تلك الأمور على عوامل خارجية، أي: التأثيرات على تشغيل الشركة وعائداتها التي لا تتأثر بشكل حصري بآليات السوق. ، وكما هو الحال مع كل مجالات الحوكمة البيئية والاجتماعية وحوكمة الشركات، فإن العوامل المحتملة كثيرة للغاية، إلا أننا نعرض لكم أدناه المجالات الرئيسية:

### التغير المناخي
قادت الجهة البحثية التي توفر الأدلة على الاتجاهات العالمية في مجال التغير المناخي المستثمرين الذين يهتمون بالمدى البعيد - كأموال التقاعد، والمسيطرين على احتياطيات التأمين، وما إلى ذلك - للبدء في تصفية الاستثمارات فيما يتعلق بتأثيراتها على العوامل المتصورة للتغير المناخي - وبالتالي أصبحت الصناعات التي تعتمد على الوقود الأحفوري أقل جاذبية بشكل مفاجئ.
في المملكة المتحدة، تأثرت السياسات الاستثمارية بشكل خاص بنتائج مراجعة ستيرن في عام 2006، وهي عبارة عن تقرير طلبته الحكومة البريطانية لتوفير التحليل الاقتصادي للعوامل المرتبطة بالتغير المناخي. وقد أشارت نتائج هذا التقرير إلى ضرورة تضمين اعتبارات التغير المناخي والعوامل البيئية في كل الحسابات المالية، بالإضافة إلى أن امتيازات اتخاذ إجراءات مبكرة فيما يتعلق بالتغير المناخي يمكن أن يجعل تلك الإجراءات تفوق التكاليف المتعلقة بها.

### النفايات الخطرة
أصبح التخلص من النفايات الصناعية أكثر تنظيمًا من أي وقت مضى، وبالتالي، فإن المخاطر المقترنة بهذه الشركات والصناعات التي تنتج أو تقوم بالتعامل مع المواد السامة أو الأكثر ضررًا تظهر في مرمى بصر المستثمرين. على سبيل المثال، فإن التكاليف المرتبطة بالتخلص من غبار الفحم أصبحت تمثل عائقًا بشكل متزايد أمام محطات الطاقة التي تعمل بالفحم.

### الطاقة النووية
لقد بدت الطاقة النووية في بدايتها على أنها واحدة من الأعداء الكلاسيكيين للحركة البيئية. وغالبًا ما كانت الأشكال المبكرة للاستثمار المسئول تختار عدم اختيار الشركات المرتبطة بإنشاء محطات الطاقة النووية.
ومع ذلك، من الضروري أن نلاحظ أن العوامل المزدوجة المتعلقة بسرعة استهلاك أنواع الوقود الأحفوري وانبعاثات ثاني أكسي الكربون قد أدت إلى إعادة فحص العيوب النسبية المرتبطة بالطاقة النووية.

### الاستدامة
لقد أصبحت الاستدامة العامل الجوهري للمستثمرين فيما يتعلق باتخاذ قرارات قائمة على الحوكمة البيئية والاجتماعية وحوكمة الشركات. ففي كل مجال من مجالات النقاش الناتجة عن استنزاف الموارد وحتى مستقبل الصناعات المعتمدة على المواد الخام الآخذة في النضوب، فإن مسألة تقادم منتجات الشركات أو الخدمات التي تقدمها أصبح أمرًا مركزيًا فيما يتعلق بالقيمة المنسوبة إلى تلك الشركات. وقد أصبحت النظرة للمدى البعيد هي السائدة بين المستثمرين.

## المخاوف الاجتماعية

### التنوع
لقد أصبح مستوى التضمين في سياسات التوظيف في شركة ما عاملاً رئيسيًا للمستثمرين. وهناك تصور متنامٍ أنه كلما تزايدت مجموعة المهارات المتاحة للشركة، زادت فرصة العثور على الشخص المثالي لشغل الوظيفة. وقد بدأ النقاش المتعلق بالمساواة في الأجور وحقوق النساء، في حين أن عولمة مكان العمل تؤدي إلى توسيع نطاق الاختصاصات. ويتم النظر إلى الإبداع وخفة الحركة على أنهما أفضل امتيازات للتنوع، وهناك وعي متزايد لما أصبح يحمل مسمى «قوة الاختلاف».

### حقوق الإنسان
من أوائل أنشطة حركات التحرر من العبودية في القرن الثامن عشر، كانت أدلة استخدام الممارسات المسيئة والتي تحط من قدر الموظفين في الشركة عاملاً مثبطًا للاستثمار أمام أولئك الذين اختاروا ممارسة الاستثمارات بشكل أخلاقي. وقد كانت مفاهيم العبودية وعمالة الأطفال وأجور المعيشة على مدار فترة طويلة ينظر إليها عند تقييم سياسة الاستثمار المسئولة. إلا أن هذه الاعتبارات أصبحت أكثر من مجرد اختيار أخلاقي. وتتورط شركة التعدين ريو تينتو زينك (Rio Tinto Zinc) في قضية بعدة ملايين من الدولارات رفعها مواطنو بوغانفيل في بابوا غينيا الجديدة في عام 2000. ويدعي سكان الجزيرة أن تأثير شركة ريو تينتو زينك أدى إلى إشعال فتيل حرب أهلية أدت إلى مقتل 15 ألفًا من سكان الجزيرة وأن تصرفات الشركة مسئولة بشكل رئيسي عن تلك الوفيات. وفي عام 2006، أصدرت محاكم الاستئناف في الولايات المتحدة أحكامها بوجود ضرورة للرد على جلب المسئوليات الاجتماعية للشركة في الإطار المالي لها. وهذا المجال الهام يتشعب ويتسع ليشتمل على اعتبارات مثل التأثير على المجتمعات المحلية وصحة ورفاهية الموظفين، بالإضافة إلى الفحص الأكثر شمولية لسلسلة الإمداد للشركة.

### حماية المستهلك
حتى فترة قريبة للغاية، كان مبدأ مسئولية المشتري («وعي المشتري») هو المبدأ الحاكم للتجارة والتداول. ومع ذلك، في الفترات الأخيرة، كان هناك افتراض متزايد بأن العميل له الحق في الحصول على درجة من الحماية وأن النمو اليكبير في التقاضي القائم على الأضرار يعني أن حماية المستهلك هي اعتبار مركزي لأولئك الذين يهدفون إلى الحد من مخاطر الشركة وأولئك الذين يقومون بفحص أوراق اعتماد الشركة مع الاهتمام بالاستثمار. بعد انهيار سوق الرهن العقاري الأمريكي، أصبحت الحركة المتنامية ضد الإقراض النَهِم مجالاً مهمًا.

### الأسهم سيئة السمعة
خضعت هذه الأسهم، التي كان يطلق عليها اسم الخطايا الستة، لفترة طويلة للاستثمار الانتقائي الخاص بالتنوع الحصري من خلال الصناديق والمستثمرين الذين شعروا أنه يمكن تجنب هذه الصناعات والقطاعات بموجب الأسس الدينية والأخلاقية كذلك. وفي الغالب، كانت تلك المجموعة تضم خمس خطايا أصلية، وهي الكحوليات والتبغ والإباحية والمقامرة والسلاح، إلا أنه في الستينيات من القرن العشرين، تمت إضافة خطيئة جديدة، وهي الطاقة النووية.

### رفاهية الحيوان
من اختبار المنتجات المتعلقة بالحيوانات إلى رفاهية الحيوانات التي تتم تربيتها لأسواق الطعام، يحظى الاهتمام برفاهية الحيوانات بأهمية كبيرة للمستثمرين الذين يبحثون عن فهم للشركة أو الصناعة التي يتم تحليلها.

## حوكمة الشركات
يغطي مفهوم حوكمة الشركات مجال التحقيق في حقوق ومسئوليات إدارة الشركة - أي مجلس إدارتها ومساهميها وأصحاب المصالح في تلك الشركة.

### هيكل الإدارة
يخضع نظام الإجراءات والضوابط الداخلية التي تشكل هيكل إدارة شركة ما للتدقيق الشديد بشكل متزايد من أجل تقييم حق المساهم.
وقد تم توجيه قدر كبير من التركيز في السنوات الأخيرة على رصيد السلطات بين المدير التنفيذي ومجلس الإدارة خصوصًا الفوارق بين النموذج الأوروبي والنموذج الأمريكي - ففي الولايات المتحدة، كشفت الدراسة أن 80% من الشركات لها مدير تنفيذي يكون رئيسًا لمجلس الإدارة في ذات الوقت، أما في المملكة المتحدة والنموذج الأوروبي، تم اكتشاف أن 90% من أكبر الشركات تفصل بين أدوار المدير التنفيذي والرئيس.

### علاقات الموظفين
ما بين التنوع ووضع سلوكيات وقيم الشركات، فإن الدور الذي يلعبه تحسين علاقات الموظفين فيما يتعلق بتقييم قيمة شركة ما يثبت أنه دور مركزي بشكل متزايد. ففي الولايات المتحدة، أصبحت قائمة موسكوفيتز لأفضل مائة شركة يمكن العمل بها حسب مجلة فورتشن ليست فقط أداة مهمة للموظفين، ولكن بدأت الشركات ذاتها في التنافس على الحصول على مكان لها في القائمة، حيث إن ذلك لا يساعد فقط على تعيين أفضل الموظفين، ولكن يبدو أن له تأثيرًا ملحوظًا على قيم الشركة.

### التعويض التنفيذي
منذ انهيار القطاع المصرفي في عام 2008، ارتقى موضوع التعويض التنفيذي ليحتل مكانة متقدمة بين موضوعات جدول أعمال شئون المستثمر المسئول. ويُطلب الآن من العديد من الشركات أن تسرد مستويات النسب المئوية لمدفوعات المكافآت ومستويات التعويضات، كما أن المكافآت لأعلى الموظفين التنفيذيين أجرًا تخضع للتدقيق من مالكي الأسهم والمستثمرين في حقوق المساهمين على حد سواء.

## الاستثمار المسئول
ترتبط المفاهيم الثلاثة للحوكمة البيئية والاجتماعية وحوكمة الشركات بشكل وثيق الصلة بمفهوم الاستثمار المسئول. وقد بدأ الاستثمار المسئول كمنطقة استثمار متخصصة، حيث كان يوفر احتياجات أولئك الذين رغبوا في الاستثمار، إلا أنهم يريدون أن يقوموا بذلك في إطار المعلمات التي تحدد أطرها الأخلاقيات. وفي الآونة الأخيرة، استحوذ هذا النوع من الاستثمار على نسبة مئوية كبيرة من سوق الاستثمار.

### إستراتيجيات الاستثمار
يهدف الاستثمار المسئول إلى السيطرة على تخصيص الاستثمارات من خلال العديد من الطرق:
- الانتقاء الإيجابي، حيث يقوم المستثمر بشكل نشط باختيار الشركات التي يقوم بالاستثمار فيها، ويمكن أن يتم تنفيذ ذلك من خلال الالتزام بمجموعة محددة من معايير الحوكمة البيئية والاجتماعية وحوكمة الشركات أو من خلال أفضل طريقة متبعة في تلك الفئة، حيث يتم اختيار مجموعة فرعية من أعلى الشركات التي تلتزم بمعايير الحوكمة البيئية والاجتماعية وحوكمة الشركات أداءً من أجل تضمينها في محفظة استثمارية.
- النشاط، التصويت الإستراتيجي من خلال المساهمين لدعم موضوع معين، أو لإحداث تغيير في حوكمة الشركة.
- المشاركة، مراقبة الصناديق الاستثمارية لأداء الحوكمة البيئية والاجتماعية وحوكمة الشركات لكل شركات المحفظة وقيادة حوارات تشاركية بناءة للمساهمين مع كل شركة لضمان تحقيق التقدم.[24]
- الدور الاستشاري، يميل كبار المستثمرين والمساهمين إلى أن يمتلكوا القدرة على المشاركة فيما يعرف باسم «الدبلوماسية الهادئة»، حيث يتم عقد اجتماعات منتظمة مع الإدارة العليا من أجل تبادل المعلومات ولكي يكونوا بمثابة أنظمة تحذير مبكر للمخاطر والمشكلات الإستراتيجية أو المشكلات المتعلقة بالحوكمة.[25]
- الاستبعاد، إزالة عوامل أو شركات معينة من الاعتبار عند الاستثمار، اعتمادًا على معايير الحوكمة البيئية والاجتماعية وحوكمة الشركات المحددة.
- التكامل، دمج مخاطر الحوكمة البيئية والاجتماعية وحوكمة الشركات وفرصها في التحليل المالي التقليدي لقيمة حق المساهم.

### المستثمرون المؤسسيون
من العلامات المميزة لسوق الاستثمار المعاصر الاختلاف في العلاقة بين الشركة ومستثمري حق المساهم بها. لقد أصبح المستثمرون المؤسسيون الملاك الرئيسيين للأسهم - حيث زادت نسبتهم من 35% في عام 1981 وحتى 58% في عام 2002 في الولايات المتحدة، ومن 42% في عام 1963 إلى 84.7% في عام 2004 في المملكة المتحدة، كما تميل المؤسسات إلى العمل وفق إستراتيجية استثمار بعيدة المدى. وتهتم شركات التأمين والصناديق التبادلية وصناديق المعاشات التي تقع عليها التزامات دفع على المدى البعيد بشكل أكبر بالاستدامة على المدى البعيد للاستثمارات الخاصة بها أكثر من المستثمرين المفردين الذين يبحثون عن الأرباح على المدى القريب.

### مبادئ الاستثمار المسئول
تم وضع مبادئ الاستثمار المسئول (PRI) في عام 2005 من خلال مبادرة برنامج الأمم المتحدة للبيئة المالية والميثاق العالمي للأمم المتحدة كإطار عمل من أجل تحسين تحليل عوامل الحوكمة البيئية والاجتماعية وحوكمة الشركات في عملية الاستثمار ومن أجل مساعدة الشركات في مجال تنفيذ ممارسات الملكية المسئولة. وقد استمر تزايد الموقعين على مبادئ الاستثمار المسئول، حيث تزايد الرقم بنسبة 45% بين عامي 2008 و2009. وفي 2009، كان هناك 637 موقعًا على مبادئ الاستثمار المسئول، بما يمثل 18 تريليون دولار أمريكي.

## الكشف والتنظيم
شهدت أول عشر سنوات من القرن الجديد نموًا هائلاً في سوق الاستثمار القائمة على الحوكمة البيئية والاجتماعية وحوكمة الشركات. ولا يتوقف الأمر على احتواء أغلب البنوك الكبرى في العالم حاليًا على إدارات وأقسام تتعامل خصيصًا مع الاستثمار المسئول، بل يمتد الأمر إلى تنامي الشركات الصغيرة المتخصصة في الإعلان والاستشارات حول استثمارات الحوكمة البيئية والاجتماعية وحوكمة الشركات. ومن بين العوامل الرئيسية لجانب الحوكمة البيئية والاجتماعية وحوكمة الشركات في سوق التأمين، والتي تؤدي إلى هذا الاتجاه نحو التنامي، هو الطبيعة الذاتية بشكل ضروري للمعلومات التي يمكن أن يتم انتقاء الاستثمارات بناءً عليها. وبيانات الحوكمة البيئية والاجتماعية وحوكمة الشركات، حسب تعريفها، تتسم بأنها نوعية، فهي ليست مالية، كما أنه لا يمكن قياسها كميًا بسهولة من الناحية النقدية. وقد تعاملت سوق الاستثمار لفترة طويلة مع هذه البيانات غير الملموسة، وقد تم قبول بعض من هذه المتغيرات مثل الشهرة بشكل كبير على أنها تساهم في إضفاء المزيد من القيمة على الشركة. إلا أن البيانات غير الملموسة المتعلقة بالحوكمة البيئية والاجتماعية وحوكمة الشركات لا تتسم فقط بكونها شخصية بشكل كبير، بل إنه يصعب قياسها كميًا والأهم التحقق منها على وجه الخصوص.
يعد الكشف المالي من بين المشكلات الكبرى في مجال الحوكمة البيئية والاجتماعية وحوكمة الشركات. ويتم تجميع المعلومات التي يتخذ المستثمر قراراته بناءً عليها على المستوى المالي بطريقة بسيطة للغاية. ويمكن فحص حسابات الشركة، ورغم فقد الممارسات المحاسبية لأعمال الشركة التجارية لسمعتها بشكل متزايد بعد قدر كبير من الكوارث المالية الأخيرة، فإن الأرقام، في أغلبها، يمكن أن تخضع للتحقق الخارجي. ومع اعتبارات الحوكمة البيئية والاجتماعية وحوكمة الشركات، أصبحت الممارسة المتبعة للشركات التي تخضع للتحقق تتمثل في توفير أرقامها وما تود الكشف عنه بذاتها. وقد كان من النادر أن يتم التحقق من تلك البيانات بشكل خارجي، ويعني غياب المعايير واللوائح العامة في مجالات الممارسات البيئية والاجتماعية أن قياس مثل هذه الإحصاءات أمر ذاتي على أقل تقدير. ومع ازدياد انتشار اعتبارات الحوكمة البيئية والاجتماعية وحوكمة الشركات في التحليل الاستثماري وحساب قيمة الشركة، فإنها سوف تصبح أكثر ضرورة من أجل توفير وحدات القياس للقرارات الاستثمارية حول الأمور الذاتية مثل درجات الضرر للعمال أو إلى أي مدى يمكنك أن تتوجه في سلسلة إنتاج القنبلة العنقودية.
ويتمثل أحد الحلول التي تم وضعها للذاتية المتأصلة في بيانات الحوكمة البيئية والاجتماعية وحوكمة الشركات في توفير معايير مقبولة بشكل عام لقياس عوامل الحوكمة البيئية والاجتماعية وحوكمة الشركات. وتوفر منظمات مثل المنظمة الدولية للمعايير (ISO) معايير خضعت لأبحاث كثيفة ومقبولة بصفة عامة للعديد من المجالات التي يتم تغطيتها. وقد قامت بعض شركات الاستشارات الاستثمارية، مثل بروبس سيجما (Probus-Sigma)، بوضع منهجيات لحساب تقييمات مؤشر التصنيفات المعتمد على الحوكمة البيئية والاجتماعية وحوكمة الشركات، والذي يعتمد على معايير المنظمة الدولية للمعايير ويتم التحقق منه بشكل خارجي في ذات الوقت، إلا أن صياغة قبول مثل هذه المعايير كأساس لحساب عمليات كشف الحوكمة البيئية والاجتماعية وحوكمة الشركات والتحقق منها لا يعد عامًا بأي حال من الأحوال.
وقد حظي جانب حوكمة الشركات من هذا الأمر بالمزيد فيما يتعلق بالتنظيم والتوحيد القياسي، حيث يوجد تاريخ أطول فيما يتعلق بالتنظيم في هذا المجال. وفي عام 1992، قامت سوق لندن للأوراق المالية ولجنة التقارير المالية بإنشاء لجنة كادبوري للتحقيق في مجموعة من مشكلات الإخفاق في الحوكمة والتي أصابت مدينة لندن، مثل عمليات الإفلاس التي ضربت بنك الاعتماد والتجارة الدولي (BCCI) وبولي بيك (Polly Peck) ومجموعة ميرور (Mirror Group) التابعة لروبرت ماكسويل. وقد تم تجميع النتائج التي توصلت إليها اللجنة في عام 2003 في المدونة المجمعة لحوكمة الشركات، والتي كانت مقبولة بصفة كبيرة (إذا تم تطبيقها بالشكل الكافي) للعالم المالي كمعيار لممارسات الحوكمة الجيدة.
ومن بين المجالات المهمة المتعلقة بالنقاش حول اعتمادية عمليات الكشف القائمة على الحوكمة البيئية والاجتماعية وحوكمة الشركات تأسيس تصنيفات يمكن قبولها بالنسبة للشركات فيما يتعلق بأداء الحوكمة البيئية والاجتماعية وحوكمة الشركات. وقد انتقلت كل الأسواق المالية العالمية إلى توفير مؤشرات تصنيف ترتبط بالحوكمة البيئية والاجتماعية وحكومة الشركات، مثل مؤشر داو جونز للاستدامة ومؤشر FTSE4Goodو مؤشرات MSCI ESG. وتعد شركة إم إس سي آي (MSCI) الموفر الرئيسي الوحيد للمؤشرات، حيث تمتلك فريقًا بحثيًا قائمًا على الحوكمة البيئية والاجتماعية وحوكمة الشركات يعمل داخل الشركة.
وهناك بعض الحراك في سوق التأمين للوصول إلى مؤشر يُعتمد عليه للتصنيفات المتعلقة بعوامل الحوكمة البيئية والاجتماعية وحوكمة الشركات، حيث يقترح البعض أن المستقبل يكمن في وضع لوغاريتمات لحساب تصنيفات الحوكمة البيئية والاجتماعية وحوكمة الشركات اعتمادًا على معايير المنظمة الدولية للمعايير وإجراء عمليات التحقق من طرف ثالث.